# Kirill Gotovcev
Kirill Gotovcev (* 17. července 1987 Kimovsk) je ragbista hrající na pozici pravého pilíře za anglický klub Gloucester. S klubem vyhrál v roce 2024 Anglický pohár. S klubem Krasnyj Jar dokázal v roce 2015 vyhrát ruskou ligu a třikrát Ruský pohár (2015, 2018, 2019). Od svých deseti let byl zápasníkem až do roku 2012. Na ruském šampionátu bral 3. místo v roce 2010. V letech 2012 až 2014 byl bobista. 
Ragby začal hrát v roce 2014. V listopadu 2015 si odbyl premiéru za ruskou reprezentaci proti Portugalsku. Zúčastnil se MS 2019 a ve všech zápasech byl v základní sestavě. V současnosti je kapitánem Ruska a je jediným ruským ragbistou v anglické nejvyšší lize. V sezoně 2024/25 bude pokračovat za Gloucester.